# Jarosław Kulczycki
Jarosław Kulczycki (ur. 23 marca 1967 w Warszawie) – polski lingwista, dziennikarz i prezenter telewizyjny.

## Życiorys
Absolwent warszawskiego Liceum im. Tadeusza Reytana (1986) i lingwistyki stosowanej na Uniwersytecie Warszawskim. Pracę w telewizji rozpoczął w 1994 roku w Polsacie, gdzie prowadził program Nowa twarz i Oskar. Od 1995 roku pracował w Telewizji Polskiej. Znany głównie jako prezenter TVP2. Prowadził lub współprowadził większość najważniejszych koncertów i imprez publicznych, m.in. koncert polskiej muzyki na Grand Place w Brukseli. Jako reporter podczas powodzi tysiąclecia w 1997 i powodzi w 2001 roku nadawał relacje na żywo z terenów objętych klęską żywiołową. Następnie realizował programy, których celem było niesienie materialnej pomocy powodzianom. Relacjonował z Watykanu wydarzenia po śmierci Jana Pawła II oraz kanonizacje Jana XXIII i Jana Pawła II. Współtworzył i prowadził wiele programów publicystycznych związanych z wejściem Polski do NATO i Unii Europejskiej. Przeprowadził wywiady z wieloma wybitnymi osobistościami świata polityki, m.in. z Guenterem Verheugenem, Jaap de Hoop Schefferem, Madeleine Albright i Zbigniewem Brzezińskim oraz show biznesu, m.in. Madonną, Patem Methenym, Dianą Krall i Rayem Charlesem. Podczas pierwszej sesji Parlamentu Europejskiego po rozszerzeniu Unii prowadził na żywo ze Strasburga debatę z udziałem przewodniczącego parlamentu Pata Coxa, byłego prezydenta Lecha Wałęsy i szefów największych europejskich partii. W grudniu 2002 współprowadził (m.in z Agatą Młynarską) koncert charytatywny I Ty możesz zostać św. Mikołajem w TVP2. W 2003 roku komentował dla polskich widzów pierwszą edycję Konkursu Piosenki Eurowizji Junior, do których to lokalnych preselekcji był też gospodarzem. Od 2004 do 2006 roku był prowadzącym Panoramę. Od października 2006 współproducent i prezenter programu Interwencja w Polsacie. Od listopada 2007 do października 2009 gospodarz Wiadomości w TVP1. Na antenie TVP Info od lutego 2009 do lutego 2011 był prowadzącym program Forum, od 15 stycznia 2010 był współprowadzącym magazyn Info Dziennik, od 7 lutego 2011 do stycznia 2014 współprowadził Poranek Info. Był też gospodarzem takich programów jak Serwis Info, Panorama dnia, Z dnia na dzień, Godzina po godzinie i Twoja sprawa. W styczniu 2016 został zwolniony z TVP. Od 9 listopada 2016 do 30 listopada 2018 współprowadził (m.in z Beatą Tadlą) serwis informacyjny Nowa TV – 24 godziny. Od lutego do lipca 2019 pracował w Superstacji, gdzie prowadził program Raport. Od maja 2022 do grudnia 2023 był rzecznikiem prasowym Warszawskiego Uniwersytetu Medycznego. 29 grudnia 2023 powrócił na antenę TVP Info, gdzie prowadził programy publicystyczne. W styczniu 2024 został szefem redakcji serwisu informacyjnego Panorama emitowanego na antenie TVP2 (później w TVP Info) i jednocześnie jednym z jej prezenterów do końca grudnia 2024. 5 listopada tego samego roku biuro prasowe TVP S.A. poinformowało o jego odejściu z Telewizji Polskiej z końcem tego roku. Od stycznia 2025 jest związany ponownie z Warszawskim Uniwersytetem Medycznym jako specjalista ds. kontaktów z mediami. 

## Kontrowersje
17 czerwca 2015 Komisja Etyki TVP uznała, że Jarosław Kulczycki w rozmowie z Łukaszem Warzechą z dnia 7 lutego 2015 w programie Z dnia na dzień naruszył „zasady etyki dziennikarskiej” obowiązujące w TVP, uznając jego zachowanie za „niestosowne i zbyt emocjonalne”.